# Antiga Hostatgeria de Sant Francesc
L'Antiga Hostatgeria de Sant Francesc és una obra barroca de Montblanc (Conca de Barberà) inclosa a l'Inventari del Patrimoni Arquitectònic de Catalunya.

## Descripció
Situat davant del portal de sant Francesc fora del recinte de les muralles.
Edifici de planta rectangular i tres pisos amb un pati interior, molt transformat pel canvi d'usos i la parcel·lació d'espais.
Restes de l'esgrafiat barroc a la façana principal, portal principal d'accés amb arc rebaixat i a sobre d'aquest hi ha una finestra amb una llinda inscrita i la data 1779.